# Been Around the World
"Been Around the World" é uma canção do rapper Puff Daddy, gravada para o seu álbum de estúdio No Way Out. Conta com a participação de The Notorious B.I.G e Mase, e contém interpolações de "Let's Dance" de David Bowie. O vídeo musical foi dirigido por Paul Hunter, e incluiu aparências de outros artistas como Vivica A. Fox, Quincy Jones, Wyclef Jean e Jennifer Lopez.

## Desempenho nas tabelas musicais

### Posições
| Tabela musical (1998)                        | Melhor posição |
| -------------------------------------------- | -------------- |
| Estados Unidos - Billboard Hot 100           | 2              |
| Estados Unidos - Billboard R&B/Hip-Hop Songs | 7              |